# 1. челиначка лака пјешадијска бригада
1. челиначка лака пјешадијска бригада је била једна од јединица Првог крајишког корпуса Војске Републике Српске. Бригада је основана 19. јуна 1992. у Челинцу. Ратни командант био је Петар Крчмар, а начелник Штаба бригаде мајор Гојко Тешић.

## Историјат
Формирана је 19. јуна 1992. Њено језгро била је тадашњи одред Територијалне одбране у Челинцу којим је командовао мајор Гојко Тешић, касније начелник штаба Челиначке бригаде. Дио одреда ТО имао је већ ратна искуства у борбама у Славонији. По повратку из Славоније и распламсавањем сукоба у Босни и Херцеговини, одред ТО је удуплао своје бројно стање и створила се потреба за формирањем Челиначке бригаде. По формирању бригада је распоређена на простору општина Челинац и Котор Варош са задатком контроле и одбране територије и затварање путних праваца могућег продора непријатеља из Теслића, Котор Вароша и Дебељака према Челинцу. На овај начин је онемогућено спајање непријатељских снага из Котор Вароша и Бања Луке. У овом периоду погинула су четири борца бригаде. Наређењем команде 1. Крајишког корпуса, 10. августа 1992. већи дио бригаде се пребацује на влашићко ратиште, тачније на влашићки плато у рејон села Дукат, Кајин камен, Витовље и Корићани. Већ 12. августа бригада је имала жесток окршај са непријатељским снагама који су жељели да поврате раније изгубљене положаје. Бригада је успјела да сачува положај, али је у борбама изгубила седам бораца. док мањи дио остаје да контролише територију Општине Челинац. По окончању задатка на Влашићком ратишту, бригада је крајем новембра исте године одлази на орашко ратиште гдје улази у састав Тактичке групе 5 са задатком да брани "пут живота" односно коридор према СРЈ. Ту је највише боравила на простору мјесне заједнице Крепшић код Доњег Жабара. Бригада се у ову мјесну заједницу повукла након напада хрватских снага на положаје бригаде који су се тада налазили у селу Вучиловац. Током овог напада бригада је имала 16 погинулих и 11 заробљених бораца. Покушај продора хрватских снага, 26. марта 1993. након јаке артиљеријске припреме уз комбиновани тенковско-пјешадијски напад је након шесточасовне битке заустављен. Бригади су у овој бици били придодани борци из србачког батаљона и чета корпусне полиције. У овим борбама бригада није имала погинулих. Наредни већи напад био је 28. маја 1994. када је линија остала непромјењена. Бригада је такође била на теслићком, бихаћком, гламочком и мркоњићком ратишту. Борци из састава бригаде, тачније једна пјешадијска чета, батерија топова Б-1, одјељење пионира, полиције и санитета је ушла у састав ударног батаљона учествовала је у Операцији Прстен на добојском ратишту. У оквиру овог батаљона у садејству са Теслићком бригадом, борци из Челиначке бригаде су успјешно извршавали задатке спречавања шверца са непријатељима на положајима Змајевац и Хусар. Након овог задатка, ова јединица је пребачена у Добој гдје је учествовала у акцијама на Путниково брдо и на ушћу ријеке Усоре. У овим акцијама рањена су четири борца Челиначке бригаде. Бригада је издавала своје новине. Током рата погинуло је 67 припадника ове бригаде, шест их се води као нестало, а више стотина је теже или лакше рањено. Спомен-капела посвећена бригади налази се у Челинцу на мјесту гдје је извршено прво постројавање бригаде.

## Организација бригаде
- Командант бригаде: пуковник Петар Крчмар
- Начелник Штаба бригаде мајор Гојко Тешић
- Референт за правне и вјерске послове Раденко Сувајац
- Помоћмик команданта за морал и вјерска питања мајор Милорад Станковић
- Итендант бригаде капетан I класе Крсто Савичић
- Начелник санитетске службе др Владо Ђајић
- Командант 1. батаљона Борислав Дујаковић
- Командант 2. батаљона капетан Зоран Јунгић
- Командант 3 батаљона капетан I класе Славко Вучић